# Fontvieille, Bouches-du-Rhône
Fontvieille är en kommun i departementet Bouches-du-Rhône i regionen Provence-Alpes-Côte d'Azur i sydöstra Frankrike. Kommunen ligger  i kantonen Arles-Est som ligger i arrondissementet Arles. År 2022 hade Fontvieille 3 555 invånare.

## Befolkningsutveckling
Antalet invånare i kommunen Fontvieille
Referens:INSEE